# Рабиня (фільм, 1968)
Про американський пригодницький трилер див. Рабиня (фільм, 1947)
«Рабиня» — радянський художній фільм 1968 року режисера Булата Мансурова, за мотивами оповідання Андрія Платонова «Такир».

## Сюжет
1920-ті роки, Туркменістан. Халли-бай йде до басмачів, залишивши хвору дружину з дочкою Джамаль. Незабаром у Джамаль та її матері з'являється друг — Стефан Катигроб — австрієць, який потрапив за час війни в полон і втік до Туркменії. Стефан попереджає загін Червоної Армії про засідку басмачів, і червоноармійці ліквідують їх. Однак, Халли-баю вдається викрутитися, і він повертається. Джамаль намагається втекти з дому від батька-тирана. Стефан, захищаючи свободу дівчини, організовує її втечу, при цьому сам потрапляє в руки басмачів і гине. Але завдяки йому Джамаль виривається на свободу — вона тепер більше не рабиня — і скаче до загону червоноармійців.

## У ролях
- Аман Одаєв — Халли-бай
- Гевхер Нурджанова — Джамаль
- Тарас Алейников — Стефан
- Ходжан Овезгеленов — Язкулі-ага
- Ходжадурди Нарлієв — Чари
- Ходжаберди Нарлієв — Курбан
- Баба Аннанов — Клич
- Сабіра Атаєва — старша дружина
- Набат Курбанова — епізод
- Сарри Карриєв — епізод

## Знімальна група
- Режисер — Булат Мансуров
- Сценарист — Булат Мансуров
- Оператор — Ходжакулі Нарлієв
- Композитор — Реджеп Реджепов
- Художник — Шамухаммед Акмухаммедов